# Acridotheres ginginianus
El miná ribereño (Acridotheres ginginianus), también conocido como mainá oscura o miná oscuro, es una especie de ave paseriforme de la familia Sturnidae encontrada en Asia Meridional. Es más pequeño pero similar en coloración al miná común (Acridotheres tristis), pero difiere de éste al tener piel desnuda de color rojo ladrillo detrás del ojo en lugar de amarillo.